# Region Bahr El Gazel
Region Bahr El Gazel (arab. منطقة بحر الغزال, fr. Région du Barh El Gazel) - jeden z 22 regionów administracyjnych Czadu, utworzony 19 lutego 2008 r. z departamentu Barh El Gazel w wyniku podziału regionu Kanem. Region rozciąga się w środkowo-zachodniej części kraju. 

## Departamenty
| Departament         | Stolica   | Prefektury                                    |
| ------------------- | --------- | --------------------------------------------- |
| Barh El Gazel Nord  | Salal     | Salal, Mandjoura, Dourgoulanga, Tounia, Islet |
| Barh El Gazel Sud   | Moussoro  | Moussoro, Fizigui, Amsilep                    |
| Barh el Gazel Ouest | Chadra    | Chadra, Mouzaragui                            |
| Kleta               | Michemire | Michemire, Sofa                               |